# Контес, Робер
Робер Контес (фр. Robert Comtesse; 14 августа 1847 года, Валанжен, кантон Невшатель, Швейцария — 17 ноября 1922 года, Ла-Тур-де-Пейльц, кантон Во, Швейцария) — швейцарский государственный деятель , президент Швейцарии (1904 и 1910).

## Биография
Сын нотариуса и судьи, Робер Конте изучал право в Невшателе, Гейдельберге и Париже. С 1869 по 1874 год работал в качестве юриста общей практики в Ла-Шо-де-Фоне. В 1873 году был одним из основателей демократической ассоциации, но уже в следующем году он перешел из либерального лагеря в левые радикалы. 
В 1876 году был назначен в кантональное правительство, где возглавлял сначала департамент полиции, затем с 1877 года департамент внутренних дел и наконец с 1884 года вновь созданный департамент земледелия и промышленности. Одновременно был главой правительства (1880—1881, 1883—1884, 1885—1886, 1889—1890, 1893—1894, 1898—1899). 

На федеральном уровне был членом Национального совета (с 1883), а в декабре 1899 года был избран в Федеральный совет (правительство Швейцарии). Как министр финансов он сыграл ключевую роль в создании Швейцарского национального банка в 1906—1907 годах.
- 5 декабря 1893 — 4 июня 1894 гг. — президент Национального совета парламента Швейцарии.
- 14 декабря 1899 — 4 марта 1912 гг. — член Федерального совета Швейцарии.
- 1 января — 31 декабря 1900 г. — начальник департамента (министр) финансов.
- 1 января — 31 декабря 1901 г. — начальник департамента юстиции и полиции.
- 1 января — 31 декабря 1902 г. — начальник департамента почт и путей сообщения.
- 1 января — 31 декабря 1903 г. — вице-президент Швейцарии, начальник департамента финансов.
- 1 января — 31 декабря 1904 г. — президент Швейцарии, начальник политического департамента.
- 1 января 1905 — 31 декабря 1909 гг. — начальник департамента финансов.
- 1 января — 31 декабря 1909 г. — вице-президент Швейцарии.
- 1 января — 31 декабря 1910 г. — президент Швейцарии, начальник политического департамента.
- 1 января — 11 марта 1911 г. — начальник департамента финансов. Ушел в отставку после критики в парламенте, не сумев сбалансировать бюджет, с учетом возросших военных расходов,
- 1 января — 4 марта 1912 г. — начальник департамента почт и путей сообщения.

После отставки в 1912 году работал в управлении международными офисами в сферах промышленной и интеллектуальной собственности. Также сохранял политическую активность. Во время Первой мировой войны он открыто сочувствовал противникам войны в Центральных державах и призывал к протесту против вторжения в Бельгию. Война укрепила его пацифистские убеждения и сделала его сторонником присоединения Швейцарии к Лиге Наций.